# SXGA+

SXGA+ (4:3) e WSXGA+ (16:10) in raffronto con altre risoluzioni standard.

La risoluzione SXGA+ (Super eXtended Graphics Array) è una risoluzione standard de facto che non è approvata ufficialmente da nessuna organizzazione. È comune su molti laptop con schermo LCD da 14" o 15" ma ci sono anche alcuni laptop ultraportabili di fascia alta con monitor 12" che utilizzano questa risoluzione.
Alcuni videoproiettori DLP di fascia alta con rapporto d'aspetto di 4:3 utilizzano questa risoluzione. 
| Risoluzione | Nome   | Utilizzo            | Rapporto d'aspetto |
| ----------- | ------ | ------------------- | ------------------ |
| 1400×1050   | SXGA+  | Laptop              | 4:3                |
| 1680×1050   | WSXGA+ | Monitor PC e Laptop | 16:10              |

## WSXGA+
La risoluzione WSXGA+ (Widescreen Super eXtended Graphics Array) è una risoluzione standard de facto che non è approvata ufficialmente da nessuna organizzazione.
Si riferisce alla risoluzione wide 1680×1050 pixel con aspect ratio di 16:10 molto comune sui Monitor widescreen LCD da 20", 21" e 22".
Questa risoluzione è anche ampiamente utilizzata sui laptop (fra cui anche il MacBook Pro) con schermo da 15,4" e 17".